# Encephalitozoonose
Die Encephalitozoonose („Sternguckerkrankheit“) ist eine durch den Einzeller Encephalitozoon cuniculi, seltener Encephalitozoon intestinalis oder Encephalitozoon hellem, hervorgerufene parasitäre Erkrankung, die in Europa vor allem Kaninchen befällt. Andere Stämme des Erregers verursachen eine Erkrankung bei Altweltmäusen und Hundeartigen. Die Encephalitozoonose kommt vor allem bei immungeschwächten Tieren vor. Sie ist eine potenzielle Zoonose und kann, wenn auch sehr selten, ebenfalls bei immunschwachen Menschen auftreten. Die Erkrankung wurde erstmals 1922 von Wright und Craighead beschrieben.
Der Erreger befällt vor allem die Niere und das Gehirn. Letzteres zeigt sich in neurologischen Störungen, wobei eine Kopfschiefhaltung das häufigste Symptom ist. Mit dem Antiparasitikum Fenbendazol lassen sich der Erreger und damit Neuinfektionen bekämpfen. Beim Auftreten klinischer Erscheinungen muss die Therapie durch Gabe von Antibiotika und unterstützende Maßnahmen erweitert werden, die Heilungsaussicht ist dann unsicher.

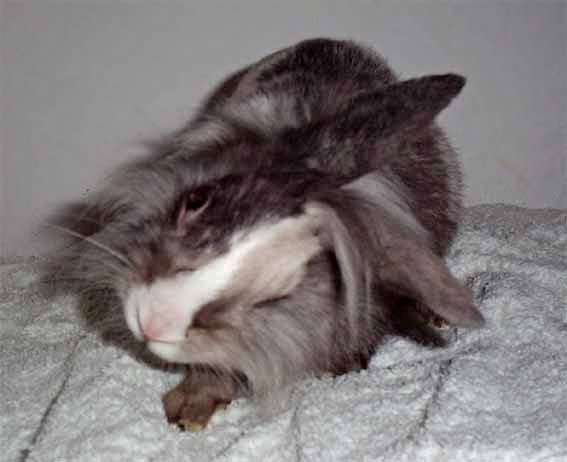
Encephalitozoonose mit Schiefhals

## Erreger und Vorkommen
Encephalitozoon cuniculi ist ein nur in Zellen höherer Organismen (obligat intrazellulär) lebender Einzeller aus der Gruppe der Mikrosporidien. Wie alle Mikrosporidien handelt es sich um einen eng mit den Pilzen verwandten Organismus mit Zellkern und Zellmembran (Eukaryot), dem aber einige Zellorganellen wie beispielsweise Mitochondrien fehlen. Das Genom ist mit 2,9 Millionen Basenpaaren, die nur knapp 2000 Proteine kodieren, außerordentlich klein. In Säugetieren befällt der Parasit die Zellen der Niere, des Gehirns und anderer Organe. Außerhalb seines Wirts überlebt der Einzeller in Form einer 2 µm großen Spore, die das infektiöse Dauerstadium darstellt.
Je nach Hauptwirt werden drei verschiedene Stämme von Encephalitozoon cuniculi unterschieden. Kaninchen sind prinzipiell für alle drei empfänglich, natürliche Infektionen wurden aber bislang nur für den Kaninchenstamm beschrieben. Folgende Stämme kommen vor:
- In Europa spielt vor allem der Kaninchenstamm (Typ I) eine Rolle, der weltweit vorkommt. Bisherige Studien fanden bei gesunden Tieren Antikörper bei 7 bis 52 % der Hauskaninchen.[5] Diese Seroprävalenz zeigt jedoch nur, dass die Tiere mit dem Erreger Kontakt hatten und ihn mit hoher Wahrscheinlichkeit noch in sich tragen. Zu einer Erkrankung kommt es aber nur bei einer zeitweiligen Störung des Immunsystems, z. B. nach Virusinfektionen. Bei neurologisch erkrankten Hauskaninchen beträgt die Seroprävalenz bis zu 85 %. Das Erregerreservoir stellen vermutlich Wildkaninchen dar, bei denen die Seroprävalenz zwischen 4 und 25 % liegt, andere Hasenartige sind offenbar nicht Träger des Erregers.[6] Die Encephalitozoonose ist mittlerweile die häufigste Infektionskrankheit bei Hauskaninchen.[1]
- Encephalitozoon cuniculi Typ II (Mäusestamm) ist vor allem für Altweltmäuse krankheitsauslösend und wurde bislang nur in Europa nachgewiesen. Die Seroprävalenz beträgt bei wildlebenden Ratten und Mäusen zwischen 3 und 4 %, in den Laborhaltungen kommt der Erreger durch die hohen Hygienestandards praktisch nicht mehr vor. In Skandinavien wurden auch tödlich verlaufende Infektionen mit diesem Typ bei Farmfüchsen beobachtet.[6]
- Encephalitozoon cuniculi Typ III (Hundestamm) ist vor allem in Nordamerika und Südafrika verbreitet, befällt vorwiegend Hunde und ist für diese vermutlich der einzige potenziell krankheitsauslösende (pathogene) Stamm. In Zoos wurden weltweit auch Infektionen bei Halbaffen beobachtet.[6][7]

E. cuniculi kommt weltweit vor, die Erkrankung wurde erstmals 1922 bei Kaninchen beschrieben. Antikörper gegen den E. cuniculi lassen sich bei vielen Säugetieren nachweisen. Berichte über menschliche Erkrankungen beschränken sich auf immunsupprimierte und AIDS-Patienten, wobei vermutlich nur der Kaninchen- und der Hundestamm potenziell gefährlich sind. In der Ostslowakei betrug die Seroprävalenz 5,7 %, bei Menschen mit Immundefekten sogar 37,5 %. Bei Pferden liegt die Seroprävalenz zwischen 14 % und 60 %.

## Infektionsweg und Krankheitsentstehung
Die häufigste Art der Übertragung scheint die orale Aufnahme der vor allem über den Urin ausgeschiedenen Sporen zu sein. Eine Übertragung des Erregers von der Mutter auf die Föten vor der Geburt (intrauterin) ist ebenfalls möglich. Nach der Aufnahme der Sporen wird der Erreger im Darm von Fresszellen (Phagozyten) aufgenommen und mit ihnen über die Blutbahn verteilt.
Die Infektion löst normalerweise keine Erkrankung aus. Der Wirt reagiert auf ein Eindringen des Erregers mit einer Immunreaktion, die durch zytotoxische CD8(+) T-Zellen vermittelt wird.
Zu einem Krankheitsausbruch kommt es unter Umständen erst Jahre nach der Infektion bei einer Störung des Immunsystems, beispielsweise wenn die Tiere Lärm und Stress ausgesetzt sind. Der Erreger besiedelt bei Kaninchen dann vor allem die Nieren, wo er eine chronische Nierenentzündung mit Proliferation oder Atrophie des Epithels der Nierenkanälchen verursacht. Im Gehirn und den Hirnhäuten kommt es erst bei chronischer Infektion zu einer eitrigen Entzündung (Meningoenzephalitis) mit Vermehrung (Gliose) der Astrozyten und Lymphozyteninfiltrationen um die Blutgefäße. Darüber hinaus können sich Sporen in der Augenlinse ansiedeln und eine phakoklastische Uveitis auslösen, diese Lokalisation scheint aber ausschließlich bei einer Übertragung im Mutterleib stattzufinden. Bei Tamarinen wurden darüber hinaus auch Herzmuskel-, Leber-, Lungen-, Skelettmuskel- und Netzhautentzündungen nachgewiesen. Bei immunsupprimierten Mäusen zeigte sich eine nichteitrige, lymphozytäre Meningoenzephalitis mit Untergang von Nervenzellen und Astrogliose. Pferde können eine nekrotisierende Entzündung des Mutterkuchens (Plazentitis) entwickeln.

## Symptome

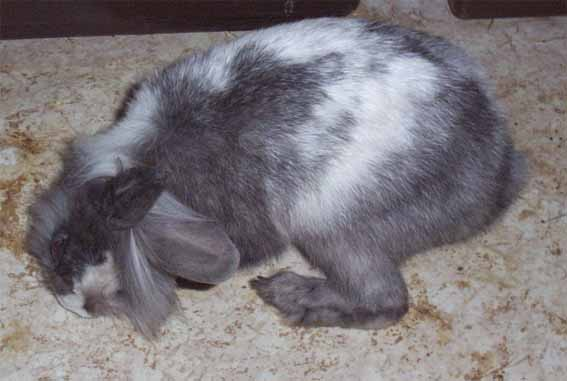
Ein an Encephalitozoonose erkranktes Kaninchen

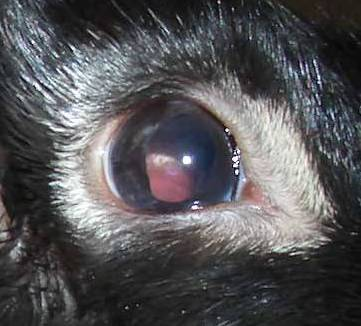
Encephalitozoonose als phakoklastische Uveitis

Die klassischen Symptome einer Encephalitozoonose bei Kaninchen sind neurologische Störungen wie Schiefhals (Torticollis), meist in Kombination mit Augenzittern (Nystagmus), Störungen der Bewegungskoordination (Ataxie), steifer Gang, Lähmungen und Krämpfe. Tiere mit starker Gehirnaffektion drehen sich im fortgeschrittenen Krankheitsverlauf nicht selten unkontrolliert um ihre eigene Längsachse und können sich dabei schwer verletzen. Die Krankheit kann sich aber auch in Form einer Niereninsuffizienz oder einer Linsentrübung und Entzündung der mittleren Augenhaut nach Ruptur der Linsenkapsel (phakoklastische Uveitis) manifestieren. In einer Studie zeigten 45 % der erkrankten Kaninchen neurologische Ausfallserscheinungen, 31 % eine Nierensymptomatik und 14 % eine Uveitis. Vor allem bei Außenhaltung besteht bei neurologischen Störungen aufgrund der eingeschränkten Bewegungsmöglichkeit und damit der Körperpflege die Gefahr eines Fliegenmadenbefalls.
Bei Hunden und Füchsen äußert sich eine Encephalitozoonose in Nierenversagen und zentralnervösen Erscheinungen, die der Staupe ähneln. Derartige Erkrankungen wurden bei Hunden bislang nur in Afrika und den Vereinigten Staaten beobachtet, während Erkrankungen bei Füchsen auch in Skandinavien auftraten. Bei Katzen kommt es vor allem zu Augeninfektionen (phakoklastische Uveitis, fokale Linsentrübung, Uveitis anterior), wobei als Auslöser vor allem der Mäusestamm (Typ II) in Frage kommt.
Bei anderen Tieren sind die Krankheitssymptome zumeist unspezifisch und eine Encephalitozoonose wird erst bei der pathologischen Sektion entdeckt. Bei Halbaffen treten Totgeburten und plötzliche Todesfälle bei Jungtieren auf. Bei Pferden ist die Bedeutung des serologischen Nachweises noch nicht geklärt: Encephalitozoon cuniculi kann Aborte auslösen, wird aber auch im Zusammenhang mit Koliken und neurologischen Störungen diskutiert. Die Symptome bei immunsupprimierten oder HIV-infizierten Menschen werden im Abschnitt „Gefahr für den Menschen“ dargestellt.

## Diagnosestellung
Die Diagnose ist am lebenden Tier nicht sicher zu stellen.
Bei der klinischen Diagnosestellung handelt es sich immer um eine Verdachtsdiagnose. Da viele Hauskaninchen den Erreger in sich tragen, ohne daran zu erkranken, gibt eine serologische Untersuchung auf Antikörper (India-Ink Immunoreaktion, Titerbestimmung durch indirekte Immunfluoreszenz) gegen den Erreger zwar einen Hinweis auf eine erfolgte Ansteckung, ob die bestehenden Symptome aber dadurch bedingt werden, muss per Ausschluss anderer Erkrankungen abgeklärt werden. Ein Antikörpertiter kann auch bei über 40 % der gesunden Kaninchen nachgewiesen werden. Eine Studie fand bei Kaninchen mit klinischem Verdacht mittlere Titer von 1:1324 und damit etwa 1,7fach höhere Werte als bei Tieren ohne einen solchen. Weitere Studien konnten dagegen keinen Zusammenhang zwischen Titerhöhe und Erkrankung nachweisen. Zudem können die Antikörperspiegel nach einer Infektion über Jahre hoch bleiben. Kaninchen, die sich bereits im Mutterleib infiziert haben, weisen meist keine Antikörper auf, da der Erreger nicht als fremd erkannt wird (→ Selbsttoleranz). Der direkte Nachweis der Erreger-DNA mittels PCR im Urin, Kot oder Hirnwasser ist selten erfolgreich. Darüber hinaus tritt Erreger-DNA im Urin erst drei bis fünf Wochen nach der Infektion auf und auch bei einigen gesunden Tieren. Lediglich bei einer phakoklastischen Uveitis kann durch PCR an entferntem Linsenmaterial die Diagnose meist eindeutig gestellt werden.
Das Leitsymptom „Schiefhals“ kann bei Kaninchen auch bei einer Entzündung des Innenohrs (Otitis interna, Haupterreger Pasteurella multocida), Virusinfektionen des Gehirns, Listeriose, Toxoplasmose, wandernden Larven (Larva migrans) des Waschbärspulwurms, Tumoren (vor allem Lymphome) und Abszessen des Gehirns sowie Kopfverletzungen auftreten. Auch Herz-Kreislauf-Erkrankungen, Vergiftungen, Stoffwechselstörungen oder ein Rückenmarkstrauma können neurologische Ausfallserscheinungen verursachen. Ein Teil dieser Erkrankungen kann durch bildgebende Verfahren nachgewiesen werden und somit eine Encephalitozoonose indirekt ausschließen.
Eine sichere Diagnose ist nur nach dem Tod durch eine pathologische Untersuchung mit Nachweis des Erregers möglich. Er lässt sich durch Immunhistochemie oder PCR nachweisen. Eine kulturelle Anzüchtung ist möglich, aber sehr aufwändig.

## Gefahr für den Menschen
Die Encephalitozoonose ist eine potenzielle Zoonose, allerdings wurden bislang nur Erkrankungen bei Menschen mit einer starken Schwächung des Immunsystems (z. B. AIDS-Patienten, Menschen mit Immunsuppression nach Organtransplantationen, Idiopathische CD4+ T-Lymphocytopenie) beobachtet. Theoretisch könnten auch Menschen mit einem schwach ausgeprägten Immunsystem (Kleinstkinder, sehr alte Menschen) empfänglich sein, allerdings gibt es dafür noch keine Hinweise.
Erkrankte Tiere haben in den meisten Fällen bereits über einen langen Zeitraum die Erreger ausgeschieden. Obwohl ein großer Teil der Heimtierkaninchen seropositiv ist, liegen bisher keine Nachweise vor, dass sich ein Mensch bei einem Kaninchen oder einem anderen Tier angesteckt hat, obwohl der Infektionsweg beim Menschen bislang nicht geklärt ist. Es gibt einen Fall einer Mensch-zu-Mensch-Übertragung des Hundestamms bei einer Knochenmarktransplantation bei einem Morbus-Hodgkin-Patienten, der daraufhin an einer Lungenentzündung verstarb.
Bei Menschen mit Immunschwäche spielen allerdings Durchfallerkrankungen infolge Infektionen mit Encephalitozoon bieneusi und Encephalitozoon intestinalis die weitaus größere Rolle, während Encephalitozoon cuniculi-Infektionen selbst bei diesem Personenkreis sehr selten sind. Die Symptome einer solchen Erkrankung reichen von Fieber, Brust-, Bauch-, Muskel- und Kopfschmerzen, Husten, Schnupfen, Durchfall, Nasennebenhöhlen- und Lungenentzündung, Binde- und Hornhautentzündung bis zum Nierenversagen. Auch Encephalitozoon hellem kann sowohl eine Keratokonjunktivitis als auch eine disseminierte Infektion beim Menschen auslösen. Seit 1994 wurden weltweit nur 17 E.-cuniculi-Infektionen bei AIDS-Kranken und 6 bei Menschen nach Organtransplantationen nachgewiesen. Ältere Fallbeschreibungen müssen mit Vorsicht interpretiert werden, da Encephalitozoon-Arten lichtmikroskopisch nicht zu unterscheiden sind und die molekularbiologischen Nachweisverfahren erst in den 1990er Jahren etabliert wurden.

## Behandlung
Es gibt derzeit noch keine 100-prozentig wirksame Behandlung der Encephalitozoonose.
Eine Eliminierung des Erregers bei Kaninchen ist vermutlich nicht möglich, denn nicht wenige Tiere, die sich klinisch durch eine Behandlung bessern, werden zu einem späteren Zeitpunkt mit wiederholter Symptomatik vorgestellt. Die Antiparasitika Fenbendazol und Albendazol führen nur zu einer Reduktion der Erreger und können Neuinfektionen einschränken, bei klinischem Ausbruch einer Encephalitozoon-cuniculi-Infektion ist die Wirkung dagegen begrenzt. Da die Kaninchen zum Zeitpunkt des Ausbruchs der Erkrankung immungeschwächt sind, wird die Gabe eines Antibiotikums (Chloramphenicol, Gyrasehemmer, Chloroquinphosphat, Oxytetracyclin oder Sulfonamide) empfohlen. Zur Minderung der Entzündung werden gleichzeitig auch Glucocorticoide eingesetzt, allerdings ist deren Einsatz umstritten, da sie auch zu einer Unterdrückung der körpereigenen T-Zell-Antwort führen können und bei Kaninchen häufig starke Nebenwirkungen auslösen. Zusätzlich sollten die Tiere, insbesondere beim Vorliegen einer Niereninsuffizienz, mit Infusionen versorgt werden. Dazu muss eine regelmäßige Kontrolle der Blutwerte erfolgen. Die Gabe eines Vitamin-B-Komplexes wird ebenfalls von einigen Autoren als unterstützende Maßnahme empfohlen. Kaninchen mit Lähmungserscheinungen sollten zusätzlich physiotherapeutisch behandelt werden, indem die gelähmten Gliedmaßen bewegt werden. Kaninchen, die nicht selbstständig Futter aufnehmen, müssen zwangsernährt werden. Lärm und Stress sind in jedem Fall vom erkrankten Tier fernzuhalten. Dabei ist daran zu denken, dass Tiere eine andere Hörschwelle besitzen als der Mensch und somit Geräusche wahrnehmen, die für den Menschen nicht zu erkennen sind. Bei einer Erkrankung des Auges kann nur eine Entfernung des aus der rupturierten Linsenkapsel ausgetretenen Linsenproteins zu einer Heilung führen. Geschieht dies nicht, werden in der Folge immer wieder Episoden mit schweren Uveitiden auftreten.
Bei immunsupprimierten Menschen mit Encephalitozoonose wird gegen Encephalitozoon cuniculi und andere Mikrosporidien Albendazol eingesetzt. Neuere Therapieansätze sind Polyamine, Chitininhibitoren wie Nikkomycin und Fluorchinolone, bei lokalen Augenentzündungen auch Fumagillin.
Das potenzielle Risiko einer Tier-zu-Mensch-Übertragung kann durch konsequente Hygienemaßnahmen minimiert werden. Hierzu zählt neben der täglichen Beseitigung von Kot und Urin die Reinigung des Käfigs oder Geheges mit reinigenden und desinfizierenden Mitteln. Zur Desinfektion eignen sich kochendes Wasser, 2-prozentiges Lysol, 1-prozentiges Formaldehyd oder 70-prozentiger Alkohol. Nach einem Tierkontakt sollten, auch zur Reduzierung der Gefahr der Übertragung anderer Zoonosen, die Hände gründlich gewaschen werden.

## Heilungsaussichten
In einigen Fällen kommt es bei Kaninchen zu einer Spontanheilung ohne Therapie. Eine klinische Heilung von Kopfschiefhaltung und Ataxien ist jedoch im Regelfall umso günstiger, je schneller mit der Therapie begonnen wird. Bestehen die neurologischen Symptome bereits länger, muss mit einer deutlich längeren Zeit bis zur vollständigen Heilung (restitutio ad integrum) gerechnet werden. Manchmal, in besonders schwerwiegenden Fällen, kann es nach Abschluss der medikamentösen Behandlung mehrere Monate dauern, bis die Kopfschiefhaltung verschwunden ist. Die Erkrankung kann aber auch zu bleibenden Schäden am Gehirn führen, so dass es zu einer dauerhaften Kopfschiefhaltung kommt. Es ist weiterhin immer mit einem Rückfall zu rechnen, aber von einer vorsorglichen, dauerhaften Gabe von Fenbendazol wird abgeraten, da der Erreger gegen den Wirkstoff Resistenzen bilden kann und die Substanz auch immunsupprimierend wirken kann. Schwere Infektionen können auch tödlich verlaufen oder so starke bleibende Beeinträchtigungen hervorrufen, dass eine Einschläferung angezeigt ist.